# Witzhave
Witzhave est une commune allemande du Schleswig-Holstein, située dans l'arrondissement de Stormarn (Kreis Stormarn), à neuf kilomètres au nord-est de la ville de Reinbek. Witzhave fait partie de l'Amt Trittau qui regroupe dix communes autour de Trittau.